# Wissam Joubran
Wissam Joubran (Nazaret, Israel, 19 de febrero de 1983) es un músico, compositor y lutier palestino. Forma parte del Trío Joubran, junto con sus hermanos Samir y Adnan Joubran.
Está considerado uno de los grandes maestros de laúd árabe. Ha recibido, entre otros galardones, el Premio «Muhr Arab» al mejor compositor en el Festival Internacional de Cine de Dubái en (2009) y (2011).

## Biografía
Heredero de cuatro generaciones de lutieres palestinos, su padre, Hatem Joubran, es un renombrado lutier de Palestina y del mundo árabe. Con seis años, Wissam fabricó su primer instrumento de música y pronto empezó a ayudar a su padre en la construcción de laúdes. Convencido de que es posible establecer sinergias entre Oriente y Occidente, en 2001 se marchó a Cremona, en Italia, para ingresar en el prestigioso Conservatorio Antonio Stradivari, famoso por construir instrumentos de cuerda de alta calidad. En 2003 su habilidad fue recompensada con el premio al mejor artesano lutier, y en 2005 obtuvo su diploma de fin de estudios cum laude.
En 2003 Wissam saca su primer álbum, Tamaas, en dúo con su hermano mayor, Samir. En 2004, se les une su hermano menor, Adnan, para grabar el álbum Randana con el que nace el trío Joubran.
Wissam Joubran ha compuesto la música de varias películas, entre otras Adieu Gary (2009), realizada por Nassim Amaouche, y Le dernier vol (2009), realizada por Karim Dridi.
Reside en París desde 2005.

## Discografía
- Tamaas (2003), con Samir Joubran
- Randana (2005)
- Majâz (2007)
- À l'ombre des mots (2009)
- Le Dernier Vol (2009)
- AsFâr (2011)

## Filmografía
- Improvisations, Samir et ses frères, de Raed Andoni, (2005) Premio Internacional del Mediterráneo de Documental y Reportaje en Italia.